# Люк Геббі
Люк Геббі (7 листопада 1996) — філіппінський плавець.
Учасник Олімпійських Ігор 2020 року.
Призер Ігор Південно-Східної Азії 2019 року.